# جيسون يذهب إلى الجحيم الجمعة الأخيرة
جيسون يذهب إلى الجحيم الجمعة الأخيرة هو فيلم رعب تم إنتاجه في الولايات المتحدة وصدر في سنة 1993. من بطولة كين هودر.

## الميزانية والإيرادات
بلغت تكلفة إنتاج الفيلم حوالي 3 ملايين دولار بينما حقق إيرادات تقدر بـ 15.9 مليون دولار.

## وصلات خارجية
- جيسون يذهب الى الجحيم الجمعة الأخيرة على موقع IMDb (الإنجليزية)
- جيسون يذهب الى الجحيم الجمعة الأخيرة على موقع ميتاكريتيك (الإنجليزية)
- جيسون يذهب الى الجحيم الجمعة الأخيرة على موقع روتن توميتوز (الإنجليزية)
- جيسون يذهب الى الجحيم الجمعة الأخيرة على موقع نتفليكس (الإنجليزية)
- جيسون يذهب الى الجحيم الجمعة الأخيرة على موقع ألو سيني (الفرنسية)
- جيسون يذهب الى الجحيم الجمعة الأخيرة على موقع Turner Classic Movies (الإنجليزية)
- جيسون يذهب الى الجحيم الجمعة الأخيرة على موقع أول موفي (الإنجليزية)
- جيسون يذهب الى الجحيم الجمعة الأخيرة على موقع بوكس أوفيس موجو (الإنجليزية)
- جيسون يذهب الى الجحيم الجمعة الأخيرة على موقع فيلمافينيتي (الإسبانية)
- جيسون يذهب الى الجحيم الجمعة الأخيرة على موقع قاعدة بيانات الأفلام السويدية (السويدية)